# Simulium lutzi
Simulium lutzi är en tvåvingeart som beskrevs av Frederick Knab 1913. Simulium lutzi ingår i släktet Simulium och familjen knott. Inga underarter finns listade i Catalogue of Life.